# Гвајама (Порторико)
Гвајама (шп. Guayama) је општина у америчкој острвској територији Порторико, острвској држави Кариба.

## Демографија
По попису из 2010. године број становника је 45.362, што је 1.061 (2,4%) становника више него 2000. године.
| Група             | 2000.          | 2010.          |
| Белци             | 249 (0,6%)     | 255 (0,6%)     |
| Афроамериканци    | 4.896 (11,1%)  | 8.409 (18,5%)  |
| Азијати           | 109 (0,2%)     | 59 (0,1%)      |
| Хиспаноамериканци | 43.940 (99,2%) | 44.958 (99,1%) |
| Укупно            | 44.301         | 45.362         |